# Rana chaochiaoensis
Rana chaochiaoensis é uma espécie de anfíbio da família Ranidae.
Pode ser encontrada nos seguintes países: China, e possivelmente Myanmar e Vietname.
Os seus habitats naturais são: florestas temperadas, regiões subtropicais ou tropicais húmidas de alta altitude, matagal tropical ou subtropical de alta altitude, campos de altitude subtropicais ou tropicais, rios, pântanos, lagos de água doce, marismas de água doce, marismas intermitentes de água doce, lagoas, terras irrigadas, canais e valas.
Está ameaçada por perda de habitat.